# Ranma ½: Hard Battle
Ranma ½: Hard Battle (らんま1/2 爆烈乱闘篇, Ranma Nibun-no-Ichi: Bakuretsu Rantōhen), est un jeu de combat en 2-D développé par Atelier Double et édité par Masaya au Japon exclusivement sur Super Nintendo. Le jeu est édité par Ocean Software en Europe et intitulé tout simplement Ranma ½,. Il s'agit du second épisode d'une trilogie de jeu de combat de la série Ranma ½ sorti sur Super Nintendo.
Ranma ½: Hard Battle dispose de trois modes de jeu, incluant un mode histoire, un mode duel et un mode tournoi permettant deux équipes de 5 personnages s'affronter. Le jeu comporte 10 personnages (12 en comptabilisant les formes) avec un scénario différent pour chaque personnage.

## Personnages
- Ranma Saotome
- Genma Saotome
- Ryoga Hibiki
- Akane Tendo
- Hikaru Gosunkugi
- Ukyo Kuonji
- Mousse
- Shampoo
- Happosai
- Gambling King
- Pantyhose Taro